# Fantasi (musikverk)
Fantasi, även fantasia, är en genre inom musiken.
Under barocken var fantasi ofta titeln på ett fritt stycke (liksom preludium respektive toccata), som mycket väl kunde inkludera en eller två fugor. Senare har det använts för längre ensatsiga framförallt pianostycken i såväl friare improvisatoriska former som komprimerad sonatform.

## Exempel
J S Bach:
- Fantasi och fuga g-moll BWV 542
- Fantasi och fuga c-moll BWV 537
- Kromatisk fantasi och fuga d-moll BWV 903

Max Reger:
- Fantasi över koralen "Wachet auf, ruft uns die Stimme", op.52:2
- Fantasi och fuga d-moll, op.135B

W A Mozart
- Fantasi i d-moll KV 397
- Fantasi i c-moll KV 475

Franz Schubert
- Fantasi i C-dur D. 780/op. 15, "Wanderer-Fantasie"

Frederic Chopin
- Fantasi-Impromptu i ciss-moll op. 66

## Diskografi i urval
Bach: Kromatisk fantasi och fuga. BWV 903:
- Kenneth Weiss (cembalo). Satirino SR 061.
- Andras Schiff (piano). DECCA 475 193-2.[1]